# Alexander Horsburgh Turnbull

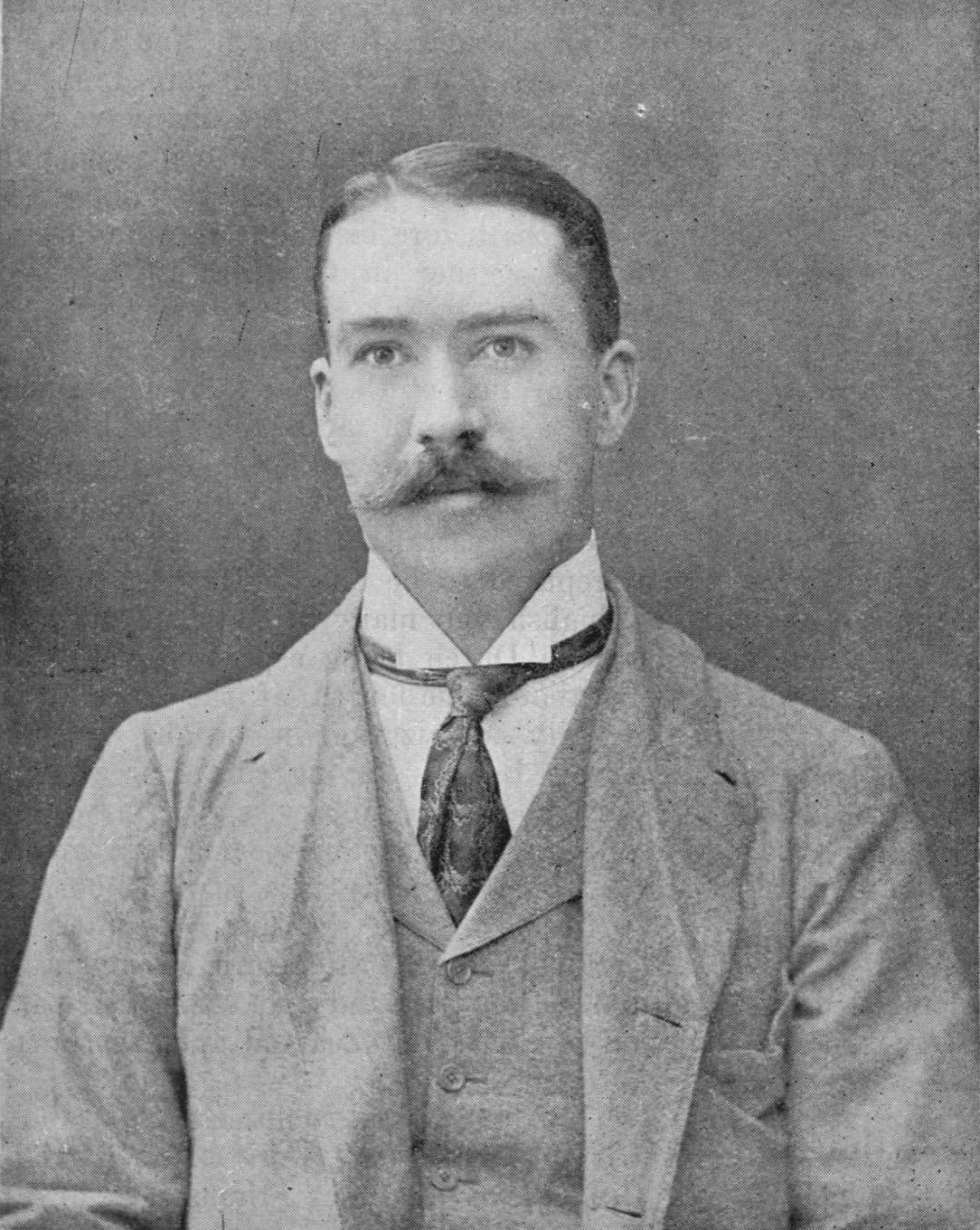
Alexander Horsburgh Turnbull

Alexander Horsburgh Turnbull (* 14. September 1868 in Wellington, Neuseeland; † 28. Juni 1918 in Wellington) war ein neuseeländischer Kaufmann, Bücherliebhaber und mit über 55.000 Exemplaren Besitzer der größten privaten Bibliothek in Neuseeland seiner Zeit.
Seine Bibliothek wurde zwei Jahre nach seinem Tod Grundlage für die Alexander Turnbull Library Collection, die in den folgenden Jahren ständig ergänzt und erweitert wurde. Die Kollektion befand sich bis 1973 im Turnbull House in der Bowen Street, gegenüber dem Parlamentsgebäude und wurde dann in die National Library of New Zealand integriert.

## Frühen Jahre
Alexander Horsburgh Turnbull wurde am 14. September 1868 als sechstes Kind und jüngster Sohn der Eheleute Alexandrina Horsburgh und ihrem Ehemann Walter Turnbull, einem schottischen Kaufmann in Wellington geboren. Turnbulls Eltern kamen 1857 nach Neuseeland. Sein Vater eröffnete mit einem Partner die Firma W. & G. Turnbull and Company, ging aber mit seiner Familie im Februar 1875 wieder zurück nach England und siedelte in London. Nach zwei Jahren Schulzeit in Wellington und seiner Primary School-Zeit in London, besuchte Alexander Turnbull von 1881 bis 1884 das Dulwich College. Im Alter von acht Jahren begann er bereits Münzen zu sammeln, eine Leidenschaft, die er später auf Bücher ausdehnen sollte.

## Zeit in London
Nach dem College arbeitete Turnbull von 1884 bis 1888 in dem Londoner Büro des Familienunternehmens Turnbull, Smith & Company, einem Textilhandelsunternehmen, unterbrochen von zwei Reisen nach Neuseeland in den Jahren 1885 und 1886. Kurz vor seiner zweiten Reise kaufte sich Turnbull das Buch he King Country, or, Explorations in New Zealand: A Narrative of 600 miles of Travel through Maoriland von James Henry Kerry-Nicholl (London, 1884). Es sollte das erste Buch seiner Sammlung werden.
Im Mai 1888 wurde die Firma Turnbull, Smith & Company verkauft. Turnbull genoss die Freiheit zu Reisen, nahm intensiv am Londoner sozialen Leben teil, entwickelte sein Interesse an Bücher und das Wissen über Literatur. Sein Interesse an Neuseeland und die Erforschung der südpazifischen Region war groß. Aber auch die schottische Geschichte und die englische Literatur fanden seine Aufmerksamkeit. Bereits 1891 standen die meisten Themen seiner Bücherkollektion fest. Der Londoner Buchhändler Bernard Quaritch schätzte damals den Wert seiner Sammlung auf rund 1.500 £.

## Zeit in Neuseeland

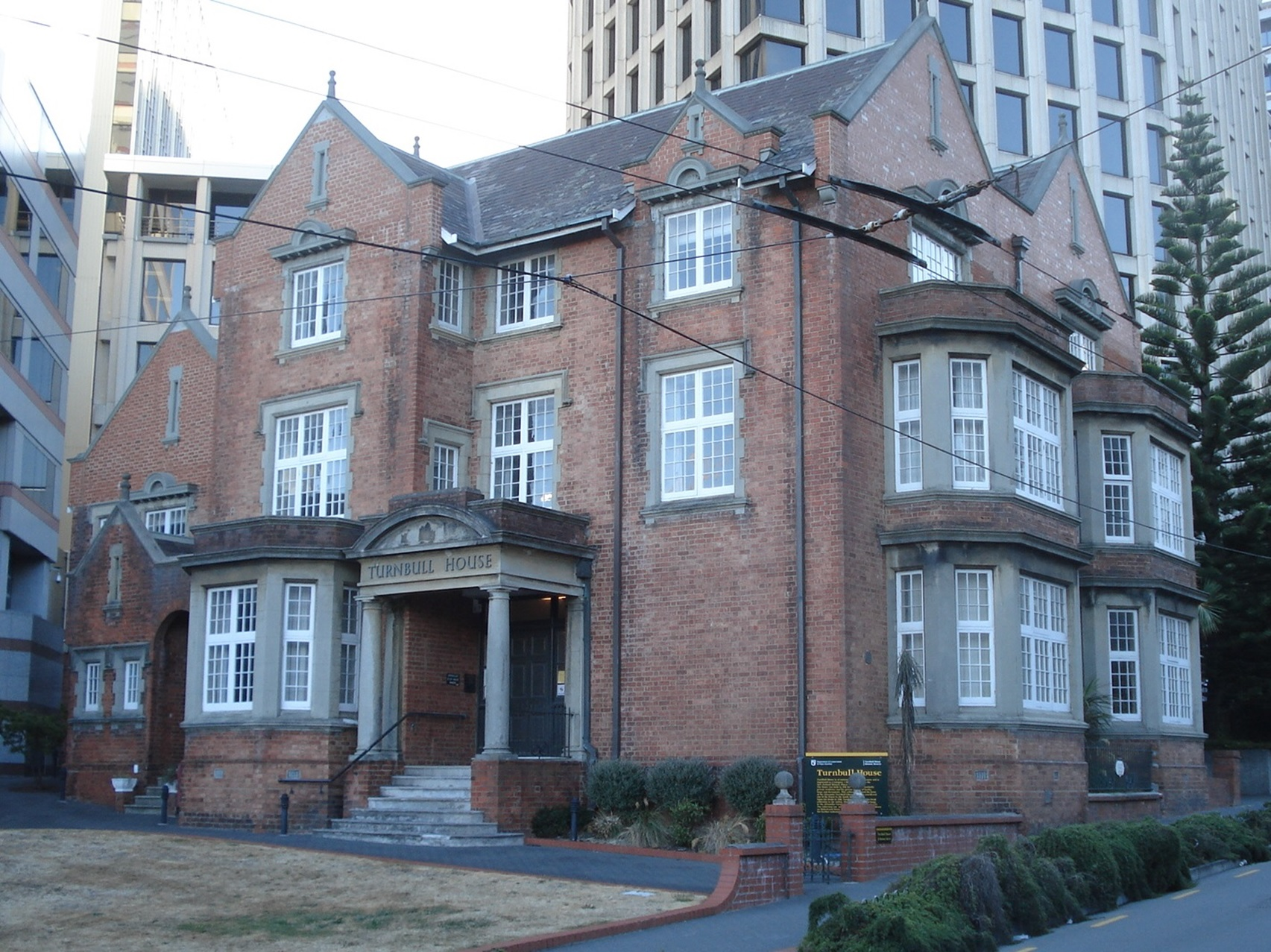
Das 1916 von Alexander Horsburgh Turnbull errichtete Turnbull House in Wellington

1892 ging Turnbull mit seinen Eltern zurück nach Neuseeland, arbeitete in der Firma seines Vaters in Wellington. Nach dem Tod seines Vaters 1897, übernahm er die Verantwortung in der Firma und ging eine Partnerschaft mit dem schottischen Geschäftsmann Nicholas Reid ein. Der geschäftliche Erfolg erlaubte es ihm, seine in London begonnene Sammlung fortzusetzen und erheblich auszuweiten.
Turnbull verehrte den englischen Dichter und Denker John Milton, von dem er die komplette Literatur und Schriften besaß. Er schloss sich nicht der kolonialen Gesellschaft in Neuseeland an und nicht dem Nationalismus der 1890er, gleichwohl sammelte er alle Schriften, Bücher und Dokumente die Neuseeland betrafen und schuf so die erste umfassende Bibliothek der noch jungen Kolonie. Vor allem unterstützte er die erste Generation von heimischen Gelehrten, wie Robert McNab, Stephenson Percy Smith, John Macmillan Brown, William Downie Stewart oder Herbert W. Williams.
Für seine Sammlung ließ er 1916 in der Bowen Street in Wellington ein speziell dafür eingerichtetes Haus erbauen. Dort befand sich die Sammlung über seinen Tod hinaus noch bis zum Jahr 1973. Auf Grund seiner angeschlagenen Gesundheit verkaufte Turnbull 1917 seine Firma an die Wright Stephenson & Co. und legte fest, dass seine Sammlung nach seinem Tod an die neuseeländische Krone gehen sollte. Er starb ein Jahr später am 28. Juni 1918 in Wellington und wurde im Bolton Street Memorial Park in Wellington beerdigt.

## Mitgliedschaften
Turnbull wurde 1891 gewähltes Mitglied der Linnean Society of London, war Mitglied der Royal Geographical Society, Mitglied des New Zealand Institute und 1893 Mitglied der Polynesian Society. Dem Lyric Club in London, dem Wellington Club und dem Wellington Chamber of Commerce war er ebenfalls durch Mitgliedschaft verbunden. Von 1899 bis 1913 übernahm er die Position des stellvertretenden Honorarkonsuls für Spanien in Wellington.

## Werk
Turnbull war passionierter Segler über viele Jahre hinweg. Zu seinem einzigen literarischen Werk gehört die Beschreibung einer Schiffsreise durch den Queen Charlotte Sound auf der Yacht Iorangi im Jahr 1902.
- Account of a Cruise in the Yacht „Iorangi“ to Queen Charlotte Sound, New Zealand. Wellington 1902 (englisch).